# إستوديانتس لا بلاتا
نادي إستوديانتيس لا بلاتا (بالإسبانية: Club Estudiantes de La Plata)‏، هو نادي كرة قدم أرجنتيني وهو نادي أساسي في الأرجنتين تأسس النادي في الرابع من أغسطس سنة 1905م.

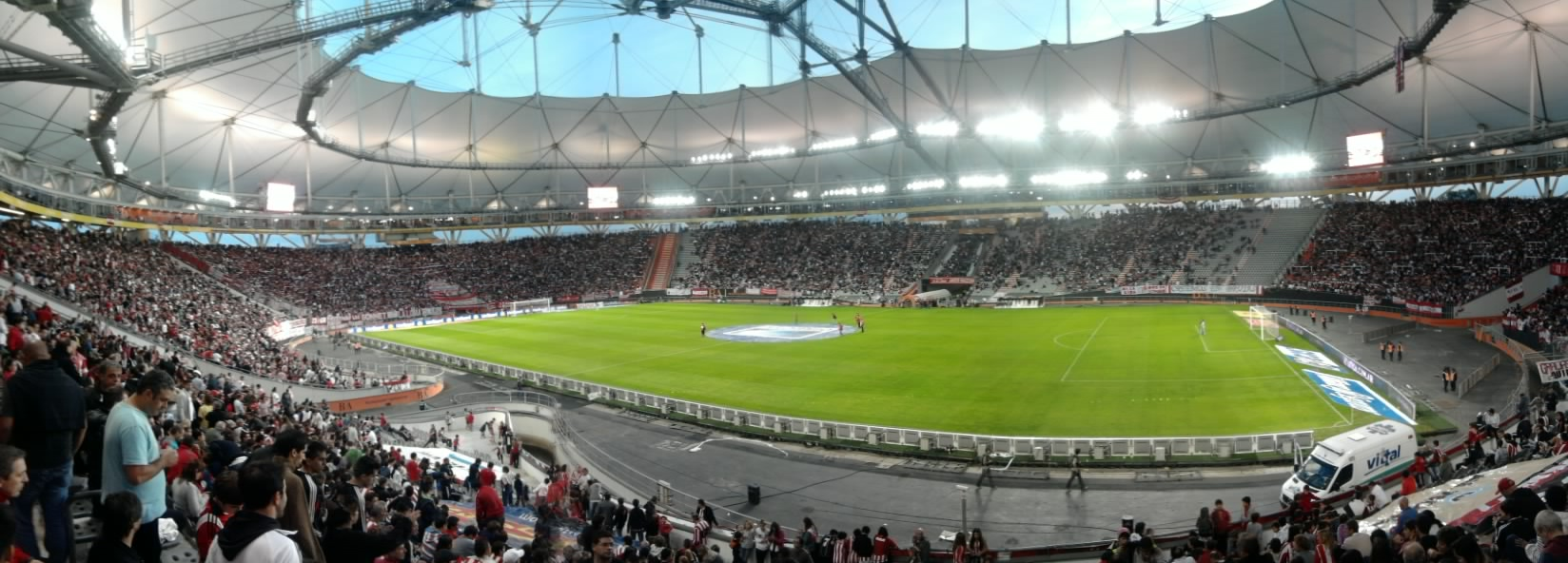
ملعب النادي

## روابط إضافية
- Official Web Site
- Estudiantes at AFA